# Hubertuskapelle (Saulgrub)

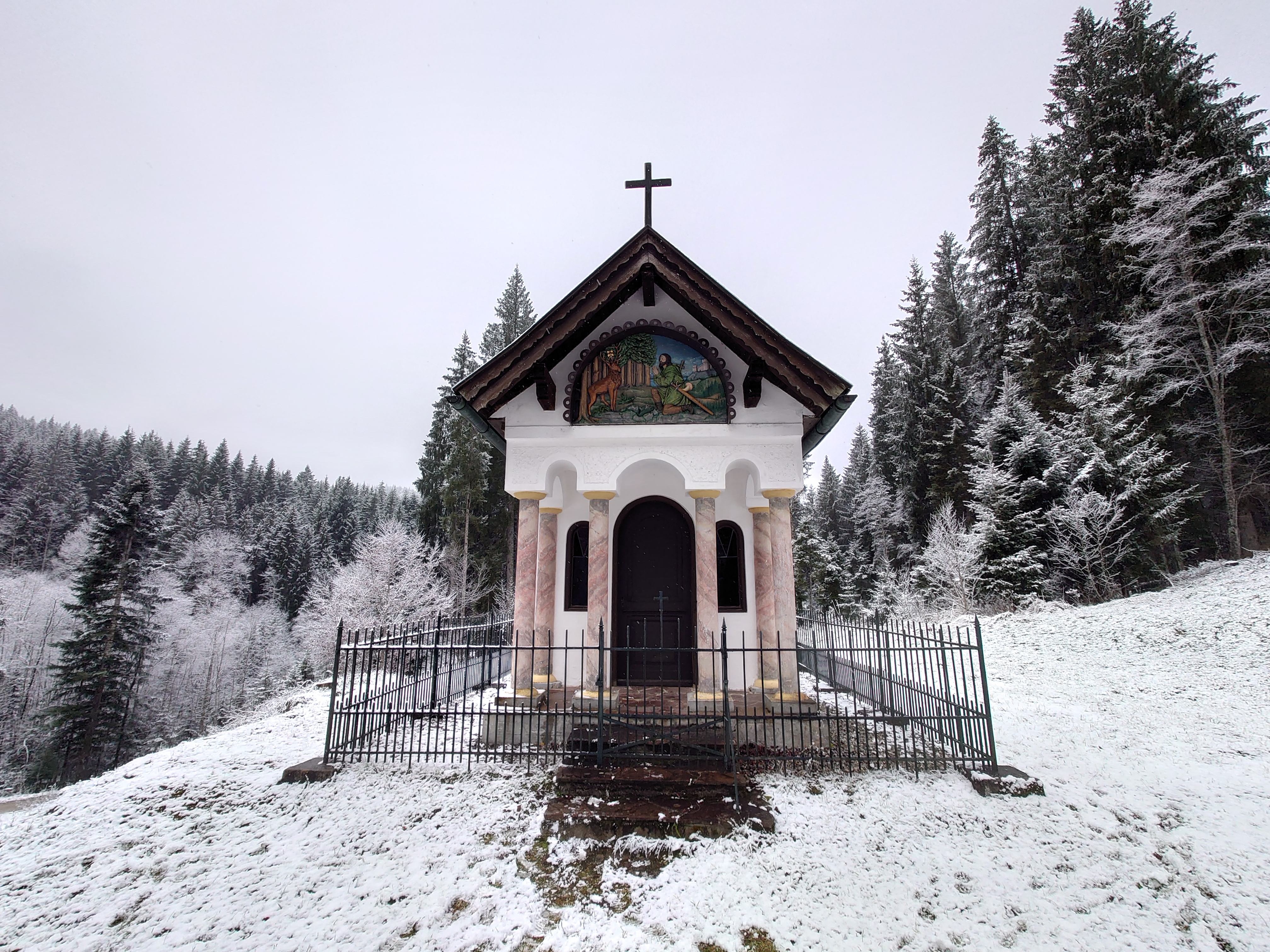
Hubertuskapelle (Saulgrub)

Die Hubertuskapelle, auch Kapelle am Wilden Jäger genannt, ist eine Kapelle der römisch-katholischen Kirche in der oberbayerischen Gemeinde Saulgrub. Sie ist dem heiligen Hubertus von Lüttich, dem Patron der Jäger, geweiht und der Kuratiekirche St. Anton in dem Saulgruber Gemeindeteil Altenau unterstellt.

## Lage
Die Kapelle steht am „Wilden Jäger“, einer Freifläche in dem Waldgebiet am Nordhang des Klammspitzkamms der Ammergauer Alpen, in der Nähe des Hengstbachs, eines Zuflusses der Halbammer. Sie steht auf einer Wiese in einer Wegschleife und ist von einem schmiedeeisernen Zaun umgeben. In der Nähe der Kapelle steht eine Hütte, in der früher Waldarbeiter übernachteten.

## Geschichte
An der Stelle der Kapelle stand ursprünglich ein Königshaus Ludwigs II. Nach dessen Abriss blieb die Betonplatte, auf der es stand, erhalten.
Der Rottmeister Jakob Alletse aus Unterammergau errichtete auf dieser Betonplatte 1902/03 eine Kapelle als Dank, dass er in 45 Jahren bei der Waldarbeit im Halbammergebiet unverletzt geblieben ist. Er wollte damit auch zum einen die Erinnerung an das ehemalige Königshäuschen wachhalten und zum anderen den Waldarbeitern, die oft wochenlang nicht nach Hause kamen, eine Stätte für das Gebet schaffen.
1962 wurde die Kapelle an den Altenauer Trachtenverein übertragen, der seither für die Erhaltung und Pflege der Kapelle sorgt. 1992 wurde die Kapelle in Freiwilligenarbeit vollständig restauriert.

## Äußeres
Die Kapelle hat eine Grundfläche von etwa 3,5 × 5 Meter und trägt ein Satteldach. Dem Kapellenraum ist ein Portikus mit sechs Säulen vorgestellt. Ein halbrundes Relief im Giebelfeld zeigt die Szene, in der der heilige Hubertus einem Hirsch mit einem Kruzifix im Geweih begegnet. Der Giebel wird von einem Kreuz gekrönt.

## Inneres
Auf dem Altar der Kapelle steht eine Darstellung Jesu als Schmerzensmann. Daneben stehen Figuren der Heiligen Martin von Tours und Aloisius von Gonzaga, des Apostels Jakobus des Älteren und des heiligen Königs Ludwig IX.